# Landmark 81
Landmark 81 is een 461,2 meter hoge wolkenkrabber in Ho Chi Minhstad, Vietnam. Het gebouw is het hoogste gebouw van heel Vietnam en Indochina. In Zuidoost-Azië is enkel The Exchange 106 in Maleisië hoger. Landmark 81 nam de titel over van Landmark 72 in Hanoi dat van 2011 tot 2018 het hoogste bouwwerk was.
Bouwheer en eigenaar is de Vietnamese vastgoedgroep Vingroup, architecten het Brits architectenbureau Atkins. De wolkenkrabber kent een gemengd gebruik met een hotel (47e tot 76e verdieping) en conferentiefaciliteiten, luxe appartementen (6e tot 45e verdieping), winkelruimtes, restaurants, bars, filmzalen, sportinfrastructuur en zwembad en een observatieplatform over de verdiepingen 79 tot en met 81 helemaal bovenaan in de toren. In totaal biedt de wolkenkrabber 131.000 m² nuttige oppervlakte. De toren wordt ontsloten door 26 liften en 2 traphallen. Een gemiddelde verdieping met appartementen telt 10 appartementen per verdieping.
Het bouwwerk met 81 verdiepingen en 3 ondergrondse niveaus ligt aan de westelijke oever van de Sài Gòn in het district Bình Thạnh, net ten noorden van het historische centrum van Ho Chi Minhstad en direct ten zuiden van de Sài Gònbrug in Phường 22. In de stad onttroonde de wolkenkrabber de Bitexco Financial Tower in het centrum als hoogste bouwwerk.
De grondwerken werden gestart op 13 december 2014. De eigenlijke bouw liep van 2015 tot 2018.

## Externe link

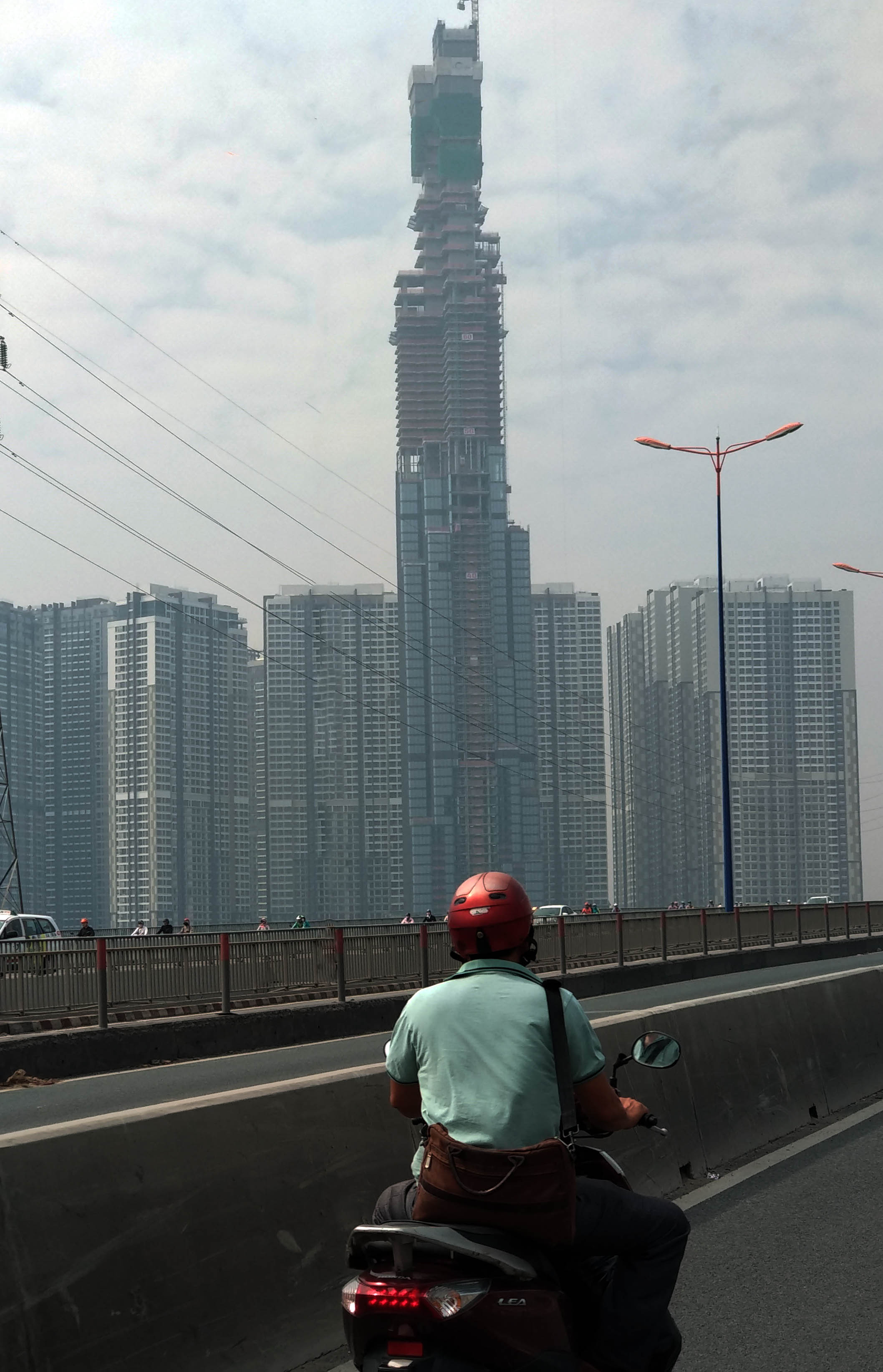
Landmark 81 in januari 2018